# Бирн, Оливер
Оливер Бирн — инженер-строитель и автор работ по математике, геометрии и инженерному делу. Наиболее известен своим «цветным» изданием Начал Евклида. 

## Биография
В Дублине, в возрасте 20 лет публикует первую свою работу.
Работал профессором математики в Колледже гражданских инженеров  в Патни.
Его жена Элеонора (урожденная Раг), была его на 12 лет младше.
Она занималась публикацией метеорологических статей и книг.

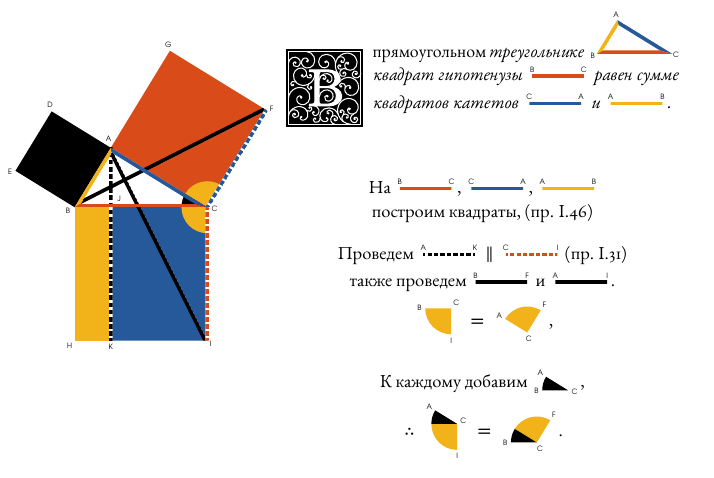
Фрагмент из русского перевода «Начал Евлкида» Бирна.

Его наиболее инновационной учебно-воспитательной работой было издание первых шести книг «Начал» Евклида, в которых используются цветные графические пояснения каждого геометрического принципа.
Книга была издана Уильямом Пикерингом в 1847 году.
Бирн указывает на титульной странице, что он был топографом королевы Виктории на Фолклендских островах.
Однако, на самом деле он никогда не ездил на Фолклендские острова.
Бирн участвовал в различных железнодорожных проектах[каких?] и изобрёл некоторые механические устройства.[какие?]
Бирн также написал книгу, критикующую френологию.
Поддерживал независимость Ирландии.
В 1853 году во время проживания в США, Оливер Бирн написал книгу под названием «Свобода для Ирландии», опубликованную в Бостоне.

## Внешние ссылки
- Оливер Бирн. Первые шесть книг Начал Евклида в которых используются цветные схемы и знаки вместо букв для большего удобства обучающихся / перевод с английского Сергея Слюсарева. — 2018. — 278 с.
- Сюзан Хос (генеалогии) и SID Kolpas (Делавэр Каунти комьюнити колледж), "Оливер Бирн: Матисса математики," конвергенция 12 (август 2015) Архивная копия от 17 сентября 2018 на Wayback Machine, по состоянию на 8 сентября 2015 года.
- Бирн издание Евклида в университете Британской Колумбии математического факультета Архивная копия от 28 июня 2018 на Wayback Machine и в archive.org
- Обзор Ташен издание Бирн по Евклиду Архивная копия от 8 марта 2012 на Wayback Machine от Математическая Ассоциация Америки
- История углу: Бирна Евклид, 1847 Архивная копия от 3 марта 2016 на Wayback Machine на научный проект блог
- Примеры страниц из Евклида Берна Архивная копия от 16 апреля 2018 на Wayback Machine
- Полный перечень работ Архивная копия от 8 августа 2018 на Wayback Machine